# Philippe Poutou
Philippe Poutou (født 14. marts 1967 i Villemomble, Seine-Saint-Denis) er fransk trotskistisk politiker, der har opstillet til det franske præsidentvalg tre gange, som kandidat for Nouveau Parti anticapitaliste (NPA, "Det ny antikapitalistiske parti").
I 2012 fik han 411.160 stemmer (1,15 procent) og blev nummer 8). I 2017 fik han 394.505 stemmer (1,09 procent) og blev nummer 8). I 2022 fik han 265.834 stemmer (0,77 procent) og blev nummer 11). 

## Partier
Philippe Poutou var medlem af Arbejdernes kamp (LO) i 1985–1997 og af  Den revolutionære kommunistiske liga (LCR) i 2000–2009. 
Fra 2009 er han medlem af Nouveau Parti anticapitaliste (NPA, "Det ny antikapitalistiske parti".